# بخش مونرو (شهرستان ناکس، اوهایو)
بخش مونرو (به انگلیسی: Monroe Township) یک منطقهٔ مسکونی در ایالات متحده آمریکا است که در شهرستان ناکس، اوهایو واقع شده‌است.
 بخش مونرو ۶۳٫۱ کیلومتر مربع مساحت و ۲٬۱۶۵ نفر جمعیت دارد و ۳۶۶ متر بالاتر از سطح دریا واقع شده‌است.